# Сом канальний
Сом канальний, також Сом канальний плямистий (лат. Ictalurus punctatus) — риба родини Ictaluridae.

## Розповсюдження
Природний ареал розповсюдження канального сома плямистого — східні та центральні райони США, зокрема басейн Міссісіпі. З 1972 року акліматизований у південних районах колишнього СРСР. Досить інтенсивно застосовують інтродукції цього виду у водойми‐охолоджувачі енергетичних об'єктів та промислових підприємств України. Також був акліматизований в Європі.

## Будова та спосіб життя

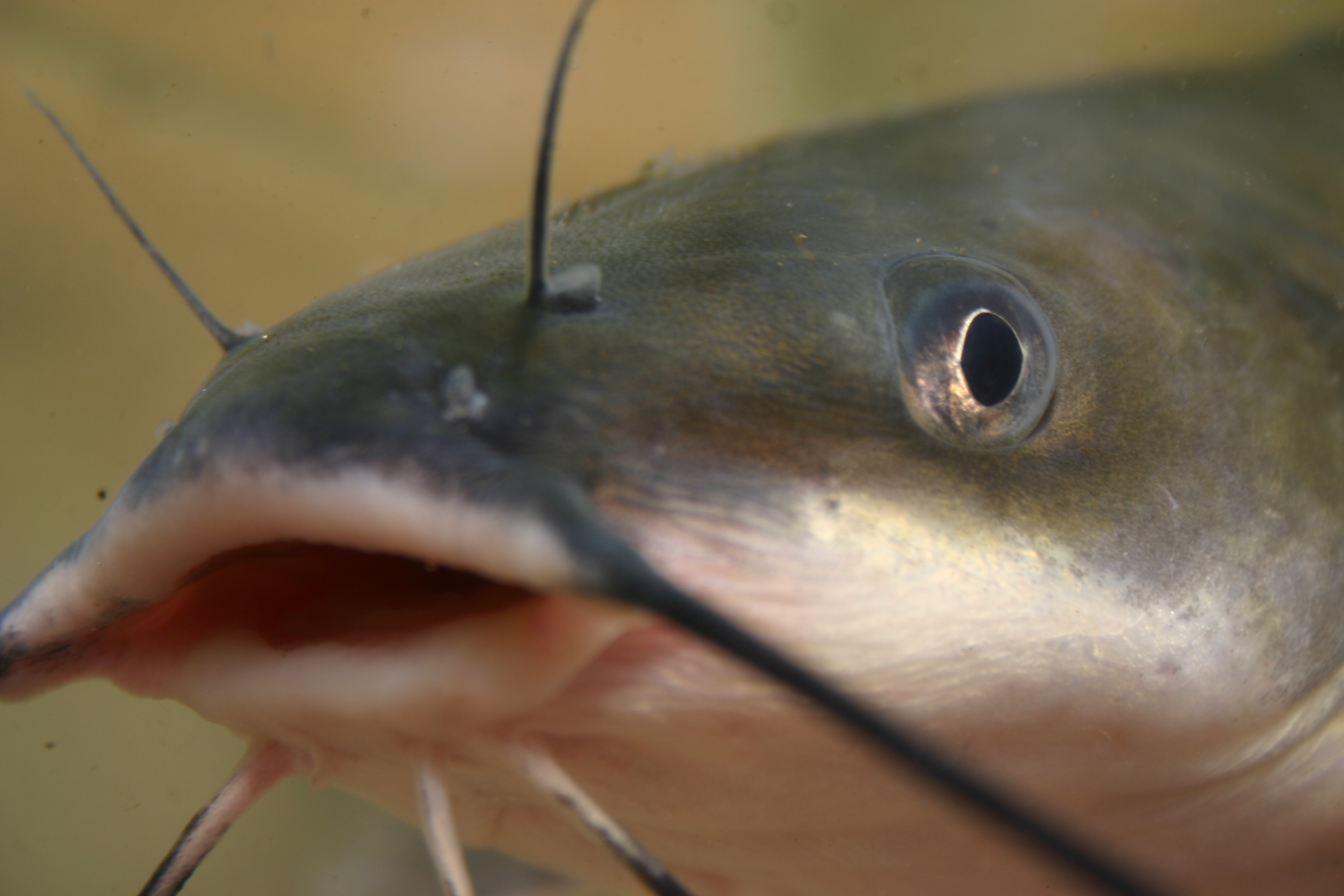
Голова сома

Тривалість життя — до 14 років. Вага може досягати понад 20 кг, але зазвичай трапляються екземпляри до 3 кг. Риба має видовжене тіло, голова та рот великі. Тіло голе, луска відсутня. Біля роту знаходяться 4 пари вусиків. Спинний та грудні плавці мають отруйні колючки, але для людини отрута не являє небезпеки. Забарвлення: верхня частина темна (чорний, коричневий, оливкрвий колір), черево біле.
Зустрічається у річках з повільною течією, озерах та водосховищах. Віддає перевагу глибоким місцям, де є укриття (коряги), з піщаним або кам'янистим ґрунтом. Активніший у нічний час. Живиться як рослинною, так і тваринною їжею, яку збирає біля дна. Під час розмноження самець будує гніздо та охороняє ікру від хижаків.

## Значення
Канальний сом плямистий є об'єктом промислу, аматорського та спортивного рибальства. Крім того є об'єктом розведення у деяких рибних господарствах.